# کراسفیلد، آلبرتا
کراسفیلد، آلبرتا (به انگلیسی: Crossfield, Alberta) یک منطقهٔ مسکونی در کانادا است که در Rocky View County واقع شده‌است. کراسفیلد ۲٬۹۸۳ نفر جمعیت دارد و ۱٬۱۱۳ متر بالاتر از سطح دریا واقع شده‌است.